# Châtas

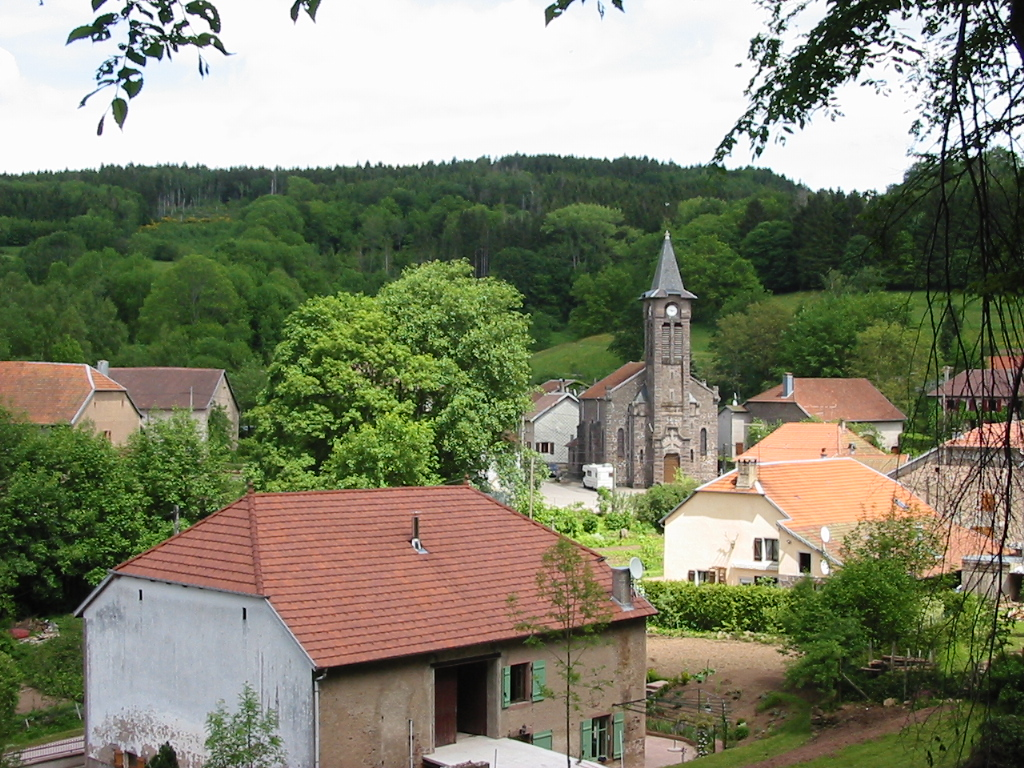
Châtas

Châtas – miejscowość i gmina we Francji, w regionie Grand Est, w departamencie Wogezy.
Według danych na rok 1990 gminę zamieszkiwały 42 osoby, a gęstość zaludnienia wynosiła 8 osób/km² (wśród 2335 gmin Lotaryngii Châtas plasuje się na 1003. miejscu pod względem liczby ludności, natomiast pod względem powierzchni na miejscu 987.).